# Stazione di Doganella
La stazione di Doganella era una fermata ferroviaria posta sulla linea Velletri-Terracina. Serviva la località rurale di Doganella di Ninfa, nel territorio comunale di Cisterna di Latina.